# Mo Hayder
Mo Hayder (2. ledna 1962 – 27. července 2021) byla spisovatelka z Velké Británie a autorka sci-fi a krimi knih. Její debut Ptáčník byl publikován v lednu roku 2000 a stal se mezinárodním bestsellerem.

## Život
Velmi mladá odešla ze školy a prošla si mnohými zaměstnáními jako je barmanka, členka ochranky, hosteska v tokijském klubu, učitelka angličtiny v mnoha asijských zemích. Po navrácení do své rodné domoviny se rozhodla stát spisovatelkou. Tento pro mnohé troufalý čin se stal jedním z jejich nejlepších rozhodnutí. Styl psaní Mo Hayder si oblíbilo mnoho čtenářů nejen za její drsný styl, ale i za schopnost udržet čtenáře se slabší náturou v nevědomosti. Po thrilleru Ostrov sviní sklidila mnoho komplimentů, ale také mnoho přirovnání ke Stephenovi Kingovi od svých čtenářů.

## Díla
- Ptáčník (2000)
- Pečovatel (2001)
- Ritual (2008) #1 Walking Man series. Shortlisted for Theakston's Old Peculier Crime Novel of the Year Award 2009.[1]
- Kůže (2009) #2 Walking Man series
- Unesená (2010) #3 Walking Man series. Vítěz roku 2012 Edgar Award.[2]
- Panenka (2013) #4 Walking Man series
- Vlk (2014) #5 Walking Man series

Standalones
- Tokio (2004), také publikováno jako The Devil of Nanking (2010)
- Ostrov sviní (2006)
- Hanging Hill (2011)

Film
- De Behandeling (2014), Nizozemský film odehrávající se v Belgii, natočený jako adaptace na její dílo Pečovatel.